# Bob the Drag Queen

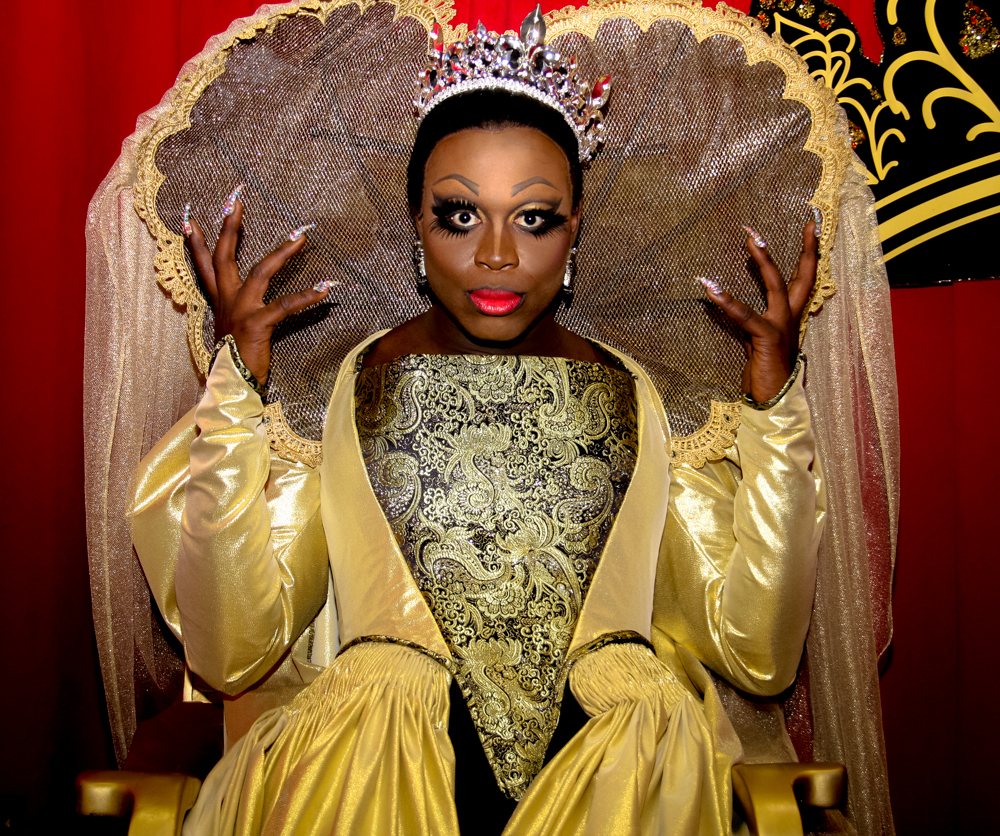
Bob the Drag Queen auf der DragCon in Los Angeles 2017

Bob the Drag Queen (geb. 22. Juni 1986 in Columbus als Christopher Caldwell), auch bekannt unter dem Namen Caldwell Tidicue, ist eine US-amerikanische Dragqueen, Komikerin, Sängerin, Schauspielerin und LGBT-Aktivistin. Bekannt wurde sie vor allem durch ihre Teilnahme an der achten Staffel von RuPaul’s Drag Race, die sie auch gewann. New York listete sie 2019 auf dem achten Platz der zwanzig einflussreichsten Dragqueens in den Vereinigten Staaten.

## Leben
Caldwell wurde in Columbus im US-Staat Georgia geboren, wuchs allerdings im Clayton County auf. Er kam erstmals mit Drag in Kontakt, als seine Mutter ihn in die von ihr geführte Drag-Bar mitnahm und Caldwell dort gegen Bezahlung durch Gäste arbeitete. Nach seinem Abschluss an der Morrow High School studierte er Theaterwissenschaften an der Columbus State University.
Caldwell zog im Alter von 22 Jahren nach New York City, um eine Karriere als Schauspieler und Komiker zu beginnen. Dort arbeitete er zunächst als Darsteller in einem Kinder-Theater und wurde schließlich Mitglied der Gruppe Queer Rising, die sich für LGBT-Rechte einsetzt. Sie protestierten mit mehreren samstäglichen, auf dem Times Square inszenierten Hochzeiten für die gleichgeschlechtliche Ehe in der Stadt und verteilten dabei auch Broschüren über die Ungleichheit von LGBT-Personen. Als sie im Bryant Park mit einem New York Demands Marriage Equality Now-Banner auf der Straße liefen und so den Verkehr behinderten, wurden Caldwell und die restlichen Aktivisten festgenommen, kurze Zeit später aber wieder freigelassen. Caldwell verkauft regelmäßig bei Auftritten Armbänder und Kleider, die er und einige andere Dragqueens bei RuPaul’s Drag Race trugen, die Erlöse gehen an die Wohltätigkeits-Organisation True Colours United, die sich gegen Obdachlosigkeit unter Jugendlichen einsetzt.
Caldwell fungiert als drag mother, also eine Art Mentor, für seine Kollegin Miz Cracker, Monét X Change ist seine drag sister, eine enge Freundin. Die beiden erreichten bei der zehnten Staffel von RuPaul’s Drag Race den fünften beziehungsweise sechsten Platz, Monét X Change wurde zudem eine der beiden Siegerinnen der vierten Staffel des Drag Race-Spin-offs RuPaul’s Drag Race All Stars.
Caldwell identifiziert sich als pansexuell und versteht sich nicht als männlich oder weiblich, sondern als nichtbinär. Allerdings beansprucht er nicht, in geschlechtsneutraler Weise mit dem singularen Fürwort they bezeichnet zu werden (im Deutschen unübersetzbar), sondern bevorzugt laut eigener Aussage sowohl männliche als auch weibliche Geschlechtspronomen.

## Karriere

### Dragqueen

#### Anfänge
Laut eigener Aussage zeigte Caldwell erstmals Interesse an Drag, nachdem er 2008 die erste Staffel von RuPaul’s Drag Race gesehen hatte. Am Anfang seiner Karriere als Dragqueen konzentrierte er sich auf Stand-up-Auftritte, nach einigen Monaten auch für in der Szene weitverbreiteten Lipsync-Gesang. Sein anfänglicher Künstlername lautete Kittin Withawhip, eine Anspielung auf den Originaltitel Kitten with a Whip des Films Das Mädchen mit der Peitsche aus dem Jahr 1965 mit Ann-Margret in der Hauptrolle. Unter diesem kam er auch in einer Fotoserie des Fotografen Leland Bobbé vor. Da die meisten Personen die Anspielung nicht verstanden und es Caldwell nach drei Jahren leid war, sie zu erläutern, entschloss er sich, einen anderen, simpleren Künstlernamen zu verwenden. 2013 änderte er seinen Drag-Namen offiziell um, nachdem er sich bei einer von ihm moderierten Karaoke-Veranstaltung zunächst scherzhaft Kim the Drag Queen und anschließend Bob the Drag Queen nannte.

#### RuPaul’s Drag Race
Am 1. Februar 2016 wurde Bob the Drag Queen als Teilnehmerin der achten Staffel von RuPaul’s Drag Race vorgestellt. Sie gewann drei der acht Challenges genannten Aufgaben, diese waren Schauspielern in einer Empire-Parodie, das Improvisations-Spiel Snatch Game, bei dem sie Uzo Aduba in ihrer Rolle als Crazy Eyes und Carol Channing imitierte, sowie die Produktion einer Wahlkampagne für das Amt der ersten Drag-Präsidentin, wobei sie sich den Sieg mit ihrer Konkurrentin Derrick Barry teilte. In der achten Folge waren die beiden unter die schlechtesten Zwei, weswegen sie im Lipsync-Singen gegeneinander antreten mussten. Bob the Drag Queen gewann und blieb somit im Wettbewerb. Sie erreichte schließlich das Finale am 16. Mai, konnte dieses für sich entscheiden und erhielt somit auch das Preisgeld in Höhe von 100.000 Dollar.

#### Karriere nachDrag Race
2017 führte Bob the Drag Queen ein eigenes Stand-up-Programm mit dem Titel Suspiciously Large Woman auf, das auch im Fernsehen ausgestrahlt wurde. Ein zweites namens Crazy Black Lady folgte 2018.
Am 9. März 2018 moderierten Bob the Drag Queen und Monét X Change erstmals ihren eigenen Podcast Sibling Rivalry, der am 2. April auch auf YouTube veröffentlicht wurde. Zudem fungierte sie kurzzeitlig als Ersatz von Katya Zamolodchikova neben Trixie Mattel als Moderatorin der Fernsehserie The Trixie & Katya.
2019 wirkte Bob the Drag Queen bei einer Drag-Show in Twin Falls mit. Bei dieser traten in der verhältnismäßig kleinen Stadt sowohl lokale als auch international bekannte Dragqueens mit dem Ziel auf, Drag-Kultur in der ländlichen Region Magic Valley in Idaho bekannt zu machen.

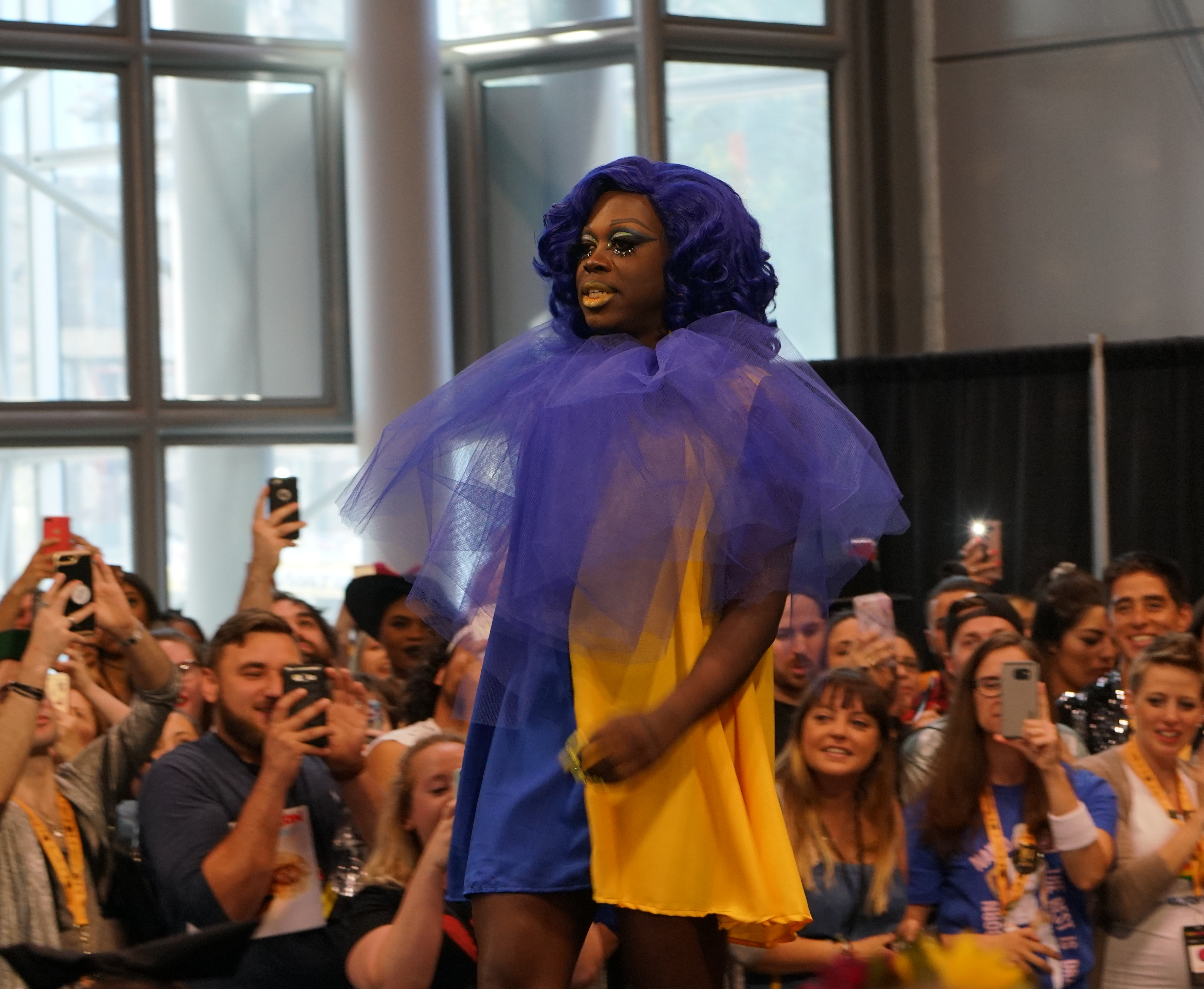
Bob the Drag Queen auf der DragCon 2017

Im März 2020 trat Bob the Drag Queen zusammen mit Shea Couleé, Monique Heart, Peppermint und The Vixen auf der von Bebe Zahara Benet, der ersten Drag Race-Gewinnerin, erdachten Nubia Tour auf. Bei dieser präsentieren afroamerikanische Dragqueens Darbietungen in den Bereichen Gesang, Gruppen-Choreografien, Video-Installationen, Lipsyncs und Performance-Kunst. Die erste Vorstellung in New York City wurde von Kritikern positiv bewertet, die restlichen fanden vor ausverkauften Rängen statt. Aufgrund dieses Erfolgs sollte Nubia auch in Los Angeles und weiteren Großstädten Halt machen, die Tour musste aber wegen der COVID-19-Pandemie vorerst pausieren. Im selben Jahr erwähnte sie in einem Interview mit dem The Advocate, als Gagschreiberin für mehrere Kolleginnen tätig zu sein, unter anderem für Monét X Change und die anderen ehemaligen Drag Race-Kandidatinnen Trinity the Tuck sowie Ginger Minj.
Von April 2020 bis Juli 2023 moderierte Bob the Drag Queen neben Eureka O’Hara und Shangela Laquifa Wadley die HBO-Serie We’re Here, in der die drei Bewohner von Kleinstädten auf die Teilnahme bei nächtlichen Drag-Wettbewerben vorbereiten. Am 14. Juni 2020 wurden sie und Peppermint als Moderatorinnen der Black Queer Town Hall angekündigt. Die Veranstaltung, die in Kooperation mit der Gay and Lesbian Alliance Against Defamation und der New York Pride entstand, fand vom 19. bis 21. Juni online statt und würdigte die afroamerikanische LGBT-Gemeinschaft. Bei dieser traten Künstler bei sich zu Hause auf und diskutierten gemeinsam über gesellschaftliche und politische Themen, zudem wurde ein Spendenkonto für die Black-Lives-Matter-Bewegung errichtet. Gäste waren unter anderem Laverne Cox, Alex Newell und MJ Rodriguez.
2021 wurde Bob the Drag Queen neben anderen prominenten Angehörigen der LGBT-Gemeinschaft, unter anderem Miles Heizer und Rina Sawayama, für eine Pride-Werbekampagne von Coach New York verpflichtet.

### Musik
Kurz nach ihrem Sieg bei Drag Race veröffentlichte Bob the Drag Queen die Single Purse First, eine Anspielung auf ihren gleichnamigen Spruch während ihrer Teilnahme bei Drag Race, der sich zu einem ihrer Markenzeichen entwickelte. Purse First erreichte in der Digital-Version der Dance/Electronic Songs den 15. Platz. 2017 veröffentlichte sie eine zweite Single mit dem Titel Bloodbath. Zudem arbeitete sie mit ihren Kolleginnen Alaska Thunderfuck und Shangela Laquifa Wadley für zwei weitere Lieder mit den Titeln Yet Another Dig und Deck A Ho zusammen. Sie war im Dezember auch auf der CD Christmas Queens 3 zu hören, auf der 34 Weihnachtslieder von mehreren ehemaligen Drag Race-Teilnehmerinnen interpretiert wurden.
2018 war Bob the Drag Queen bei der Single Soak it Up von Monét X Change zu hören. 2020 brachte sie zusammen mit Peppermint ihre dritte Single The Most Office heraus. 2022 erschienen ihre Lieder Bitch Like Me und Black. Beide Titel waren auch auf ihrer ersten EP Gay Barz erhalten, die am 10. Februar 2023 erschien.

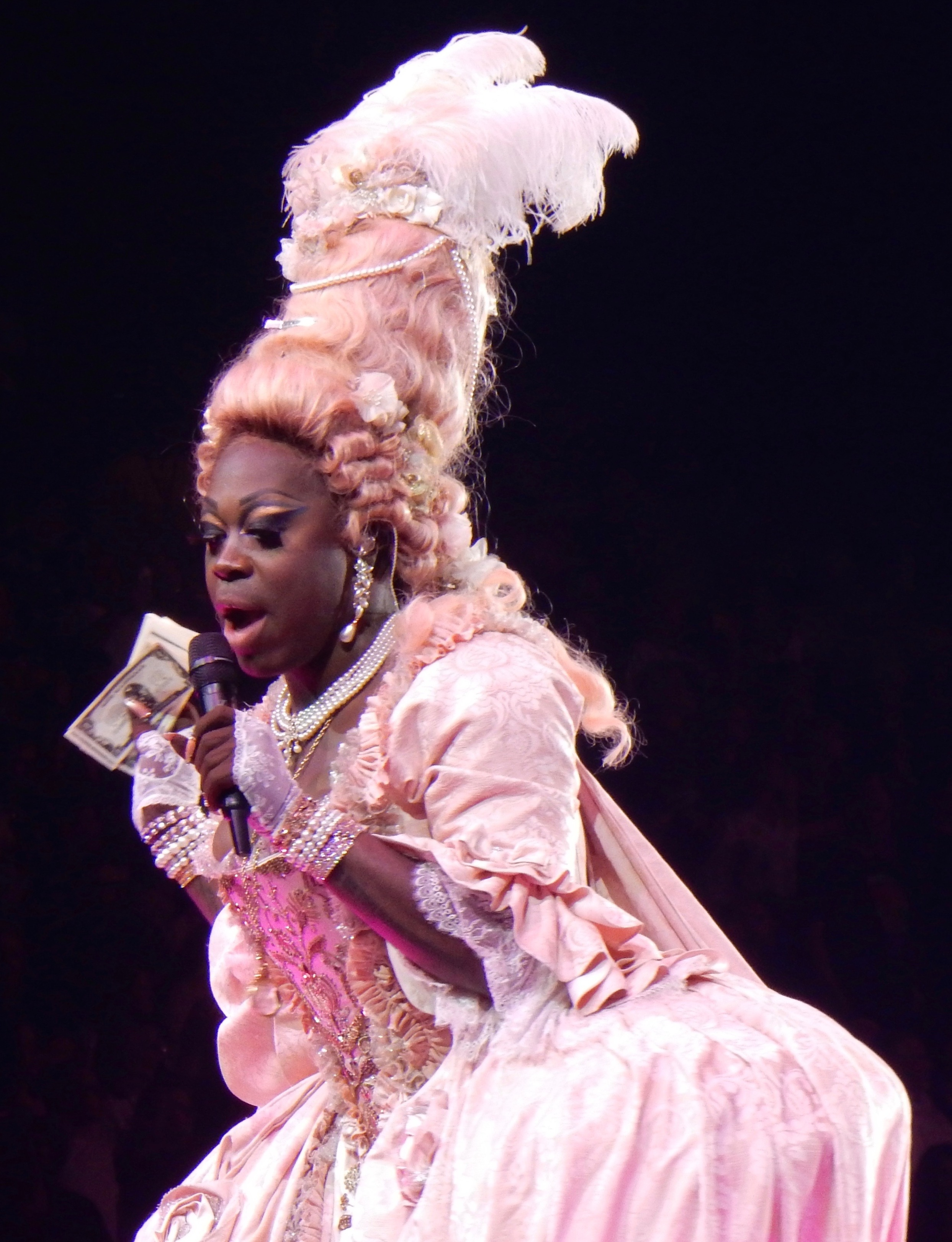
Bob the Drag Queen während Madonnas Welttournee Celebration Tour (2023)

Von Oktober 2023 bis Mai 2024 wirkte Bob the Drag Queen bei Madonnas Welttournee Celebration Tour mit. Die beiden lernten sich bei der New York Pride kennen.

### Schauspielerin
Von April bis Juli 2018 verkörperte Bob the Drag Queen die Rolle der Belize im Stück Angels in America nach Tony Kushner, das im Berkeley Repertory Theatre aufgeführt wurde. 2019 wurde sie in einer Nebenrolle als Betreiberin einer Burlesque-Bar in der Netflix-Eigenproduktion Stadtgeschichten besetzt, die lose auf der gleichnamigen Buchreihe von Armistead Maupin basiert.

## Filmografie (Auswahl)
- 2016: RuPaul’s Drag Race (Teilnehmerin, Gewinnerin Staffel 8)
- 2016: High Maintenance (Fernsehserie, Episode 1x1)
- 2017: Girls’ Night Out (Rough Night)
- 2018: The Trixie & Katya Show (Fernsehserie, Moderatorin, fünf Folgen)
- 2018: RuPaul’s Drag Race (Gastauftritt, Episode 10x1)
- 2019: Stadtgeschichten (Tales of the City, Fernsehserie, sechs Folgen)
- 2020–2022: We’re Here (Fernsehsendung, Moderation, 20 Folgen)
- 2021: Lucifer (Fernsehserie, Episode 6x2)
- 2022: Craig of the Creek (Zeichentrickserie, Sprechrolle Episode 4x30)
- 2023: Die Simpsons (Zeichentrickserie, Sprechrolle Episode 34x12)
- 2023: Single Drunk Female (Fernsehserie, Episode 2x6)
- 2023: HouseBroken (Zeichentrickserie, Sprechrolle, zwei Folgen)